# 阿寒湖溫泉

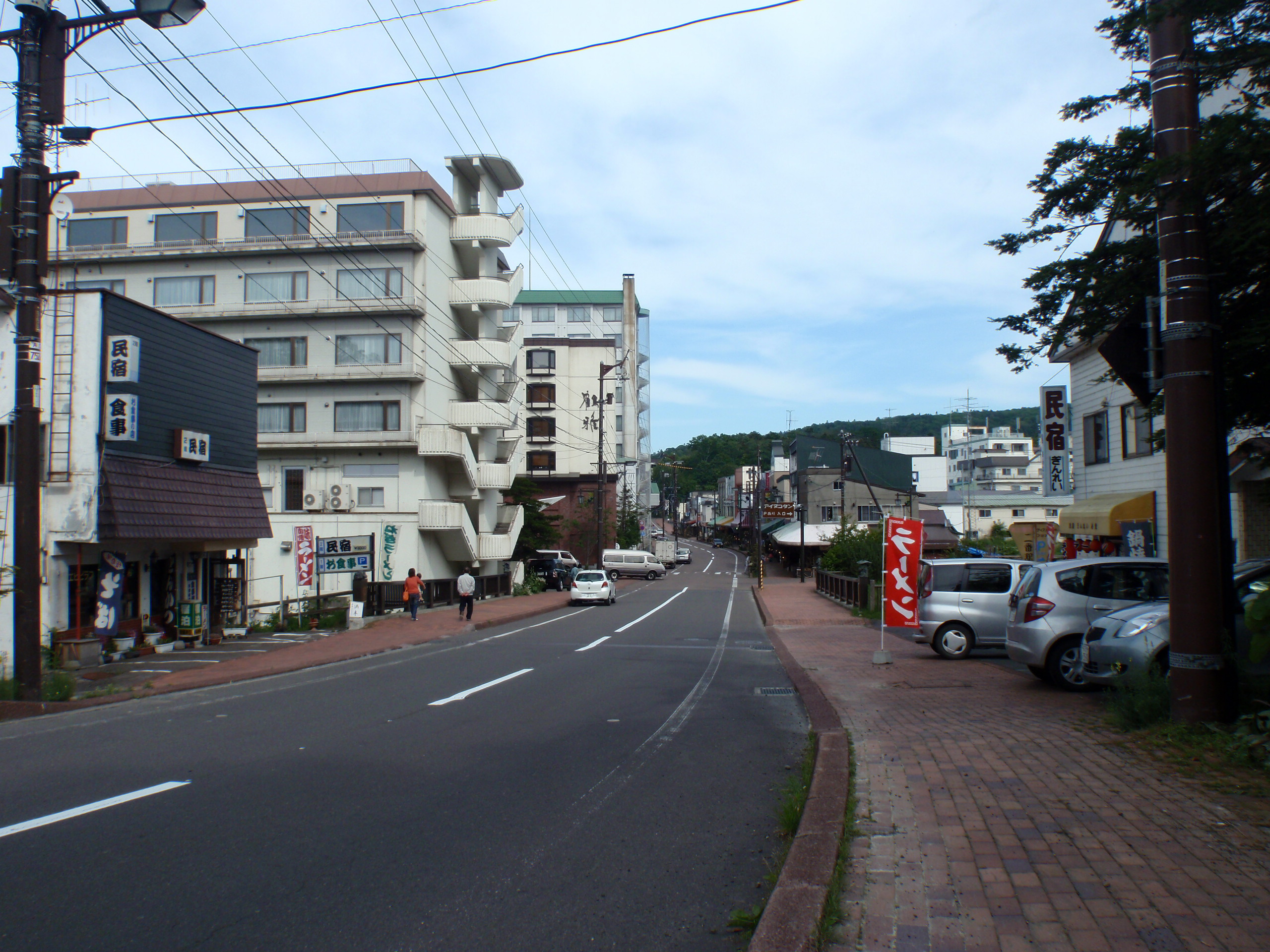
阿寒湖溫泉區的溫泉街

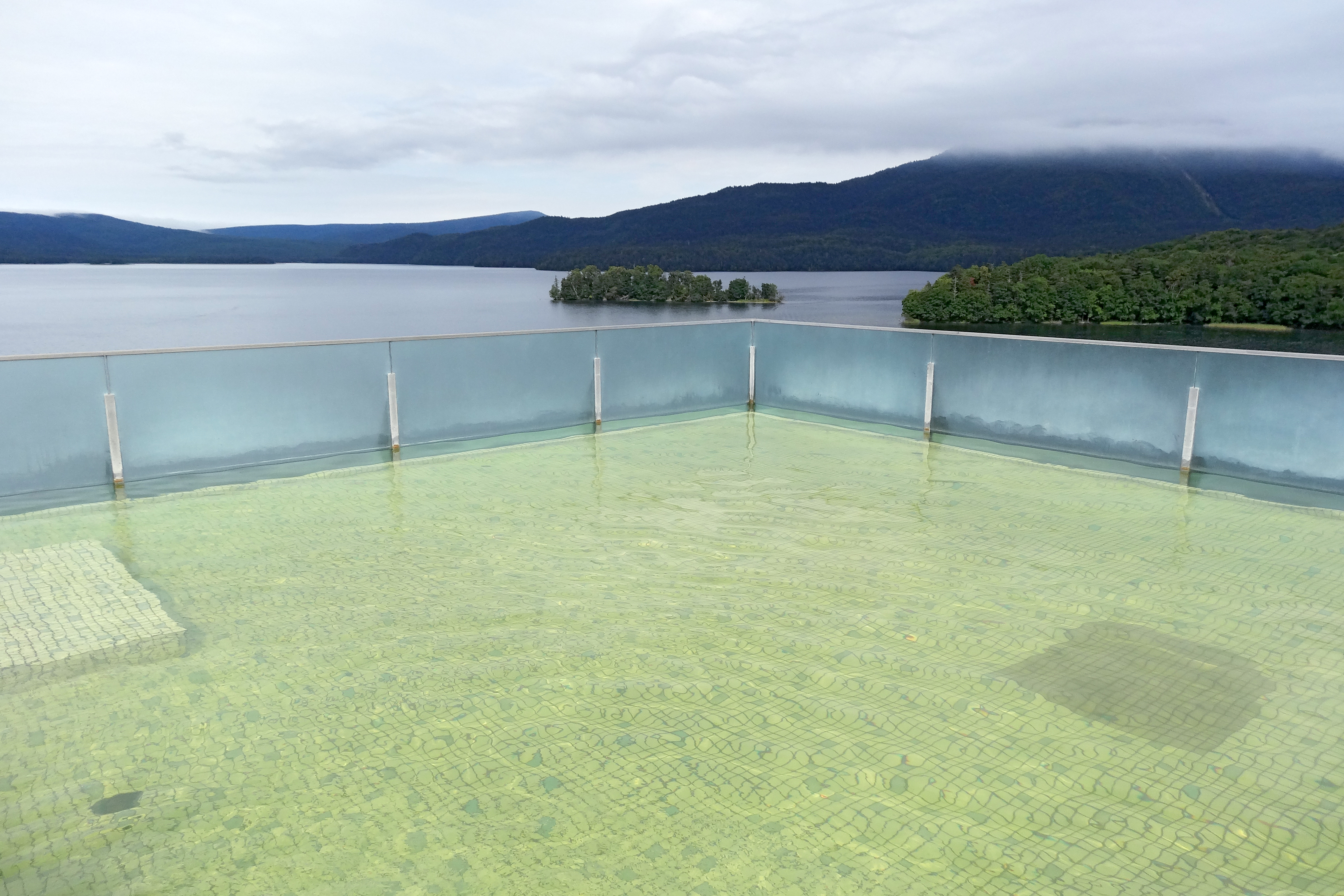
一位於阿寒湖溫泉區的溫泉旅館內的阿寒湖畔露天溫泉

阿寒湖溫泉是位於日本北海道釧路市阿寒町阿寒湖畔的溫泉區，也被稱為阿寒湖畔溫泉。主要溫泉街區位於國道240號與阿寒湖之間，在阿寒湖岸有碼頭可搭乘觀光船遊覽阿寒湖。街區內除了餐廳、紀念品店，還有北海道內最大的阿伊努族聚落。
阿寒湖的漁獲姬鱒和西太公魚也成為溫泉區內的特色食材。

## 歴史
在1858年探險家松浦武四郎來到此地時，紀錄了原住民阿伊努人已經在利用本地的溫泉，1912年出現第一家溫泉旅館；1934年阿寒國立公園成立後，成為著名的觀光景點開始蓬勃發展。
2009年中國電影非誠勿擾曾經在此取景。

## 外部連結
- （日語） 阿寒湖溫泉旅館協會 （页面存档备份，存于）